# Le Mans
Le Mans (AFI: /ləˈmɑ̃/) è un comune francese di 145 182 abitanti (al 1º gennaio 2022), capoluogo del dipartimento della Sarthe nella regione dei Paesi della Loira. È nota nel mondo per la corsa automobilistica delle 24 ore di Le Mans che vi svolge ogni anno.

## Società

### Evoluzione demografica
Abitanti censiti

## Monumenti e luoghi d'interesse

### Monumenti romani

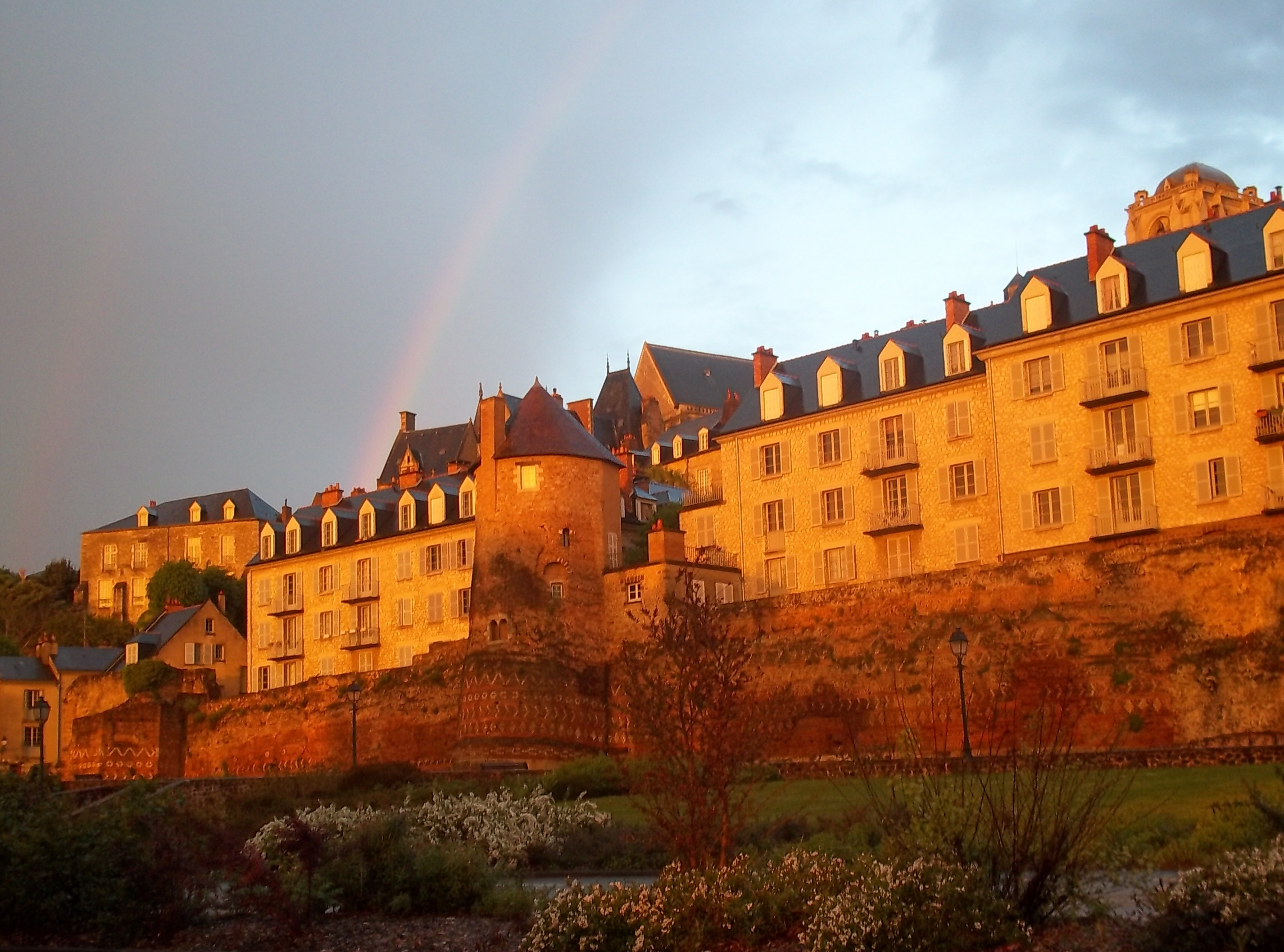
Mura romane del III secolo

La città vecchia 
La parte vecchia della città è circondata da una cinta di mura romane policrome costruita verso la fine del III secolo e a tutt'oggi ancora ben conservata. Essa costituisce la più importante testimonianza dell'architettura militare del Basso Impero romano in Francia ed è la costruzione meglio conservata d'Europa, dopo la città di Roma.
Le terme di Vindunum
scoperte per caso nel 1980, durante lavori di ristrutturazione, sono oggi sotterrate sotto la Scuola delle Belle Arti di Le Mans, a sud-ovest del muro di cinta. Numerose sale di esposizione sotterranee consentono la riscoperta del monumento nelle migliori condizioni. Di Vindunum rimangono pure alcune domus, la più visibile delle quali è quella di Halles.

### Monumenti del Medioevo
La Città Plantageneta
è il cuore della parte medievale di Le Mans. All'interno delle mura si trova il quartiere denominato Vieux Mans (o vieille ville du Mans), ove la maggior parte delle case risalgono al periodo rinascimentale. Si possono citare in particolare la casa di Adamo ed Eva, i palazzi di Clairaulnay e di Vaux. Questo complesso è molto ben conservato. Qui vengono spesso girati film e telefilm a sfondo storico.
La cattedrale di San Giuliano 
Edificio imponente costruito, nella forma attuale, tra l'XI ed il XV secolo (ma soprattutto durante il XIII secolo). Esso è una combinazione di due stili: il romanico (navata) ed il gotico (coro e abside). Conserva la più antica vetrata ancora in loco, risalente al 1120 circa. La cattedrale possiede un gran numero di vetrate romaniche e gotiche risalenti al Medioevo e un grande organo a canne del Cinquecento in stile rinascimentale. Uno dei portali esterni della cattedrale è ornato di statue colonne della metà del XII secolo, coeve delle famose satue dei portali della vicina cattedrale di Chartres. Molte statue in terracotta del Seicento, produzione tipica della città, sono esposte all'interno della cattedrale. Infine, sulle volte della Cappella della Vergine è presente un importante ciclo di affreschi di fine Trecento che rappresentano quaranta sette angeli musicanti.
l'Abbazia di san Vincenzo 
Alla fine del medioevo la città si dotò di numerose abbazie e conventi. Tra questi è tuttora visibile l'Abbazia di san Vincenzo, risalente al 572. Fino al 1789 ospitò un'importante biblioteca. Oggi, totalmente restaurata nel 1990, è integrata nel Liceo Bellevue di Le Mans.
L'Abbazia dell'Épau 
È un'antica abbazia cistercense fondata dalla regina Berengaria di Navarra nel 1229. Fu incendiata più volte dopo il medioevo fino alla rivoluzione francese, quando finì con il divenire un granaio campestre. Essa fu abbandonata dai vari proprietari che si succedettero e che la utilizzarono per i più svariati scopi. Nel 1958 fu acquistata dal consiglio dipartimentale. Oggi è visitabile (Il mausoleo della regina Berengaria si trova ancor oggi nella sala capitolare) ma ospita soprattutto eventi culturali come il Festival nazionale di musica classica di l'Épau. Si trova a 4 km ad est di Le Mans, sulla riva sinistra del fiume Huisne, al confine con il territorio del comune di Yvré-l'Évêque.
La Collegiale Saint-Pierre-La-Cour 
È una chiesa edificata intra muros nel X secolo, a seguito dell'invasione normanna del IX secolo. Fatta ricostruire da Enrico II Plantageneto nel 1175, fu ampliata nel 1267 da Carlo I d'Angiò. Confina con la parte orientale delle mura gallo-romane. La parte oggi visibile non è che quella inferiore di due chiese sovrapposte. Oggi rimangono due navate a sei campate coperte da volte a crociera di ogiva. Dal 1900 al 1939 il suo sottosuolo fu trasformato in museo archeologico. Abbandonata durante la seconda guerra mondiale, fu successivamente rimessa in ordine insieme all'Abbazia di l'Épau. Oggi ospita mostre estemporanee e rappresentazioni musicali.

### Galleria d'immagini

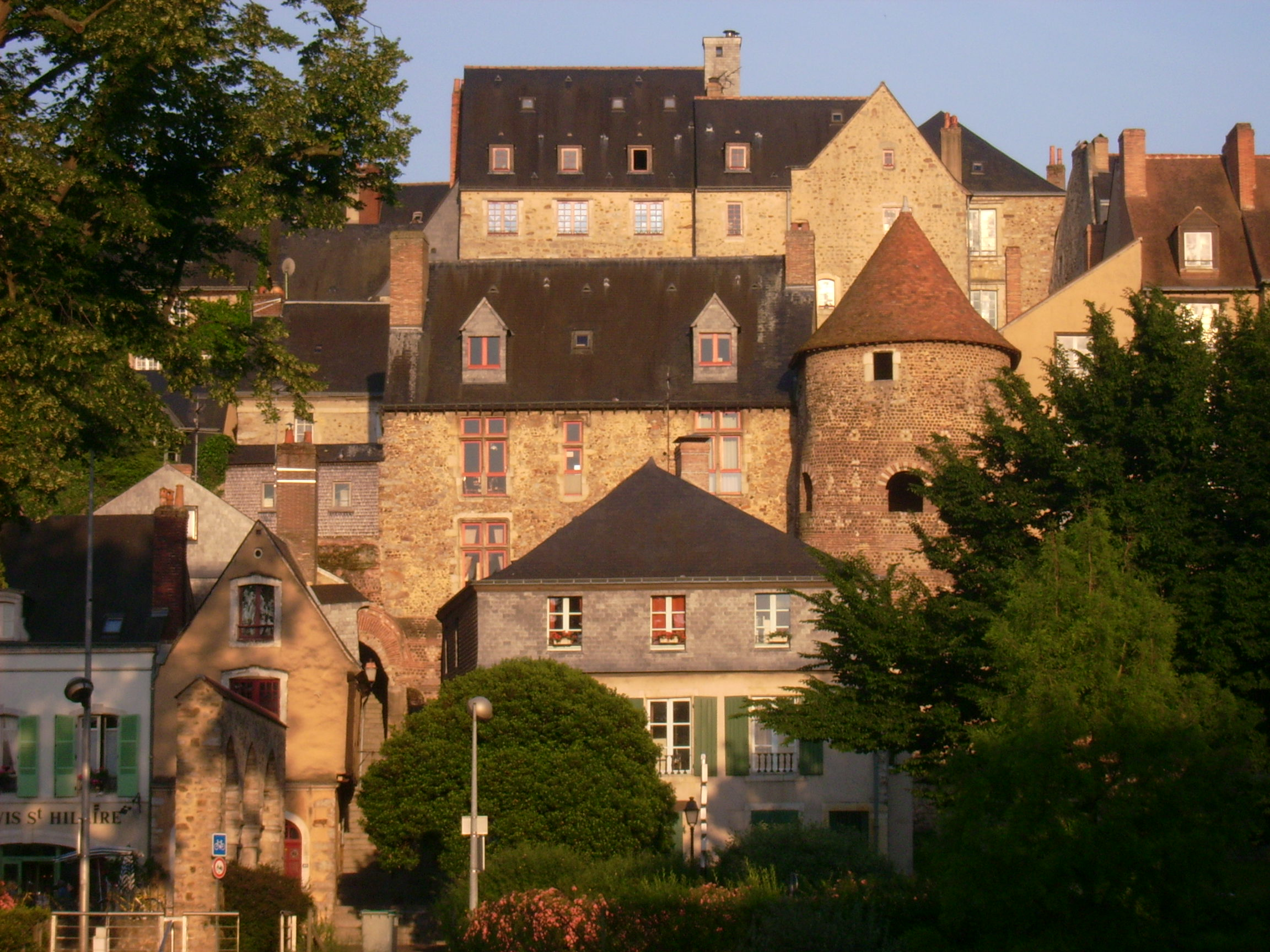
A nord-ovest della città Plantageneta.
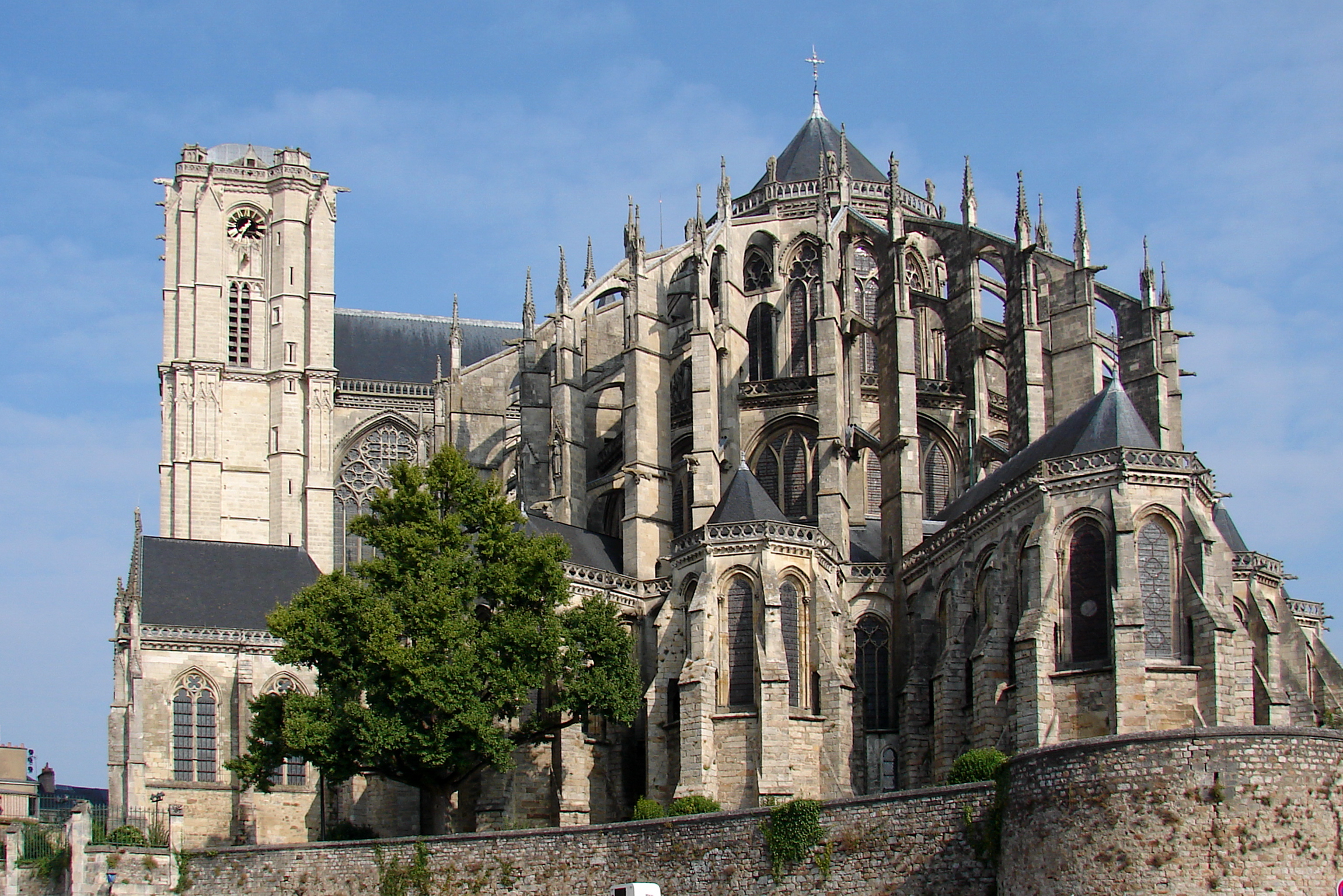
La cattedrale di Le Mans.
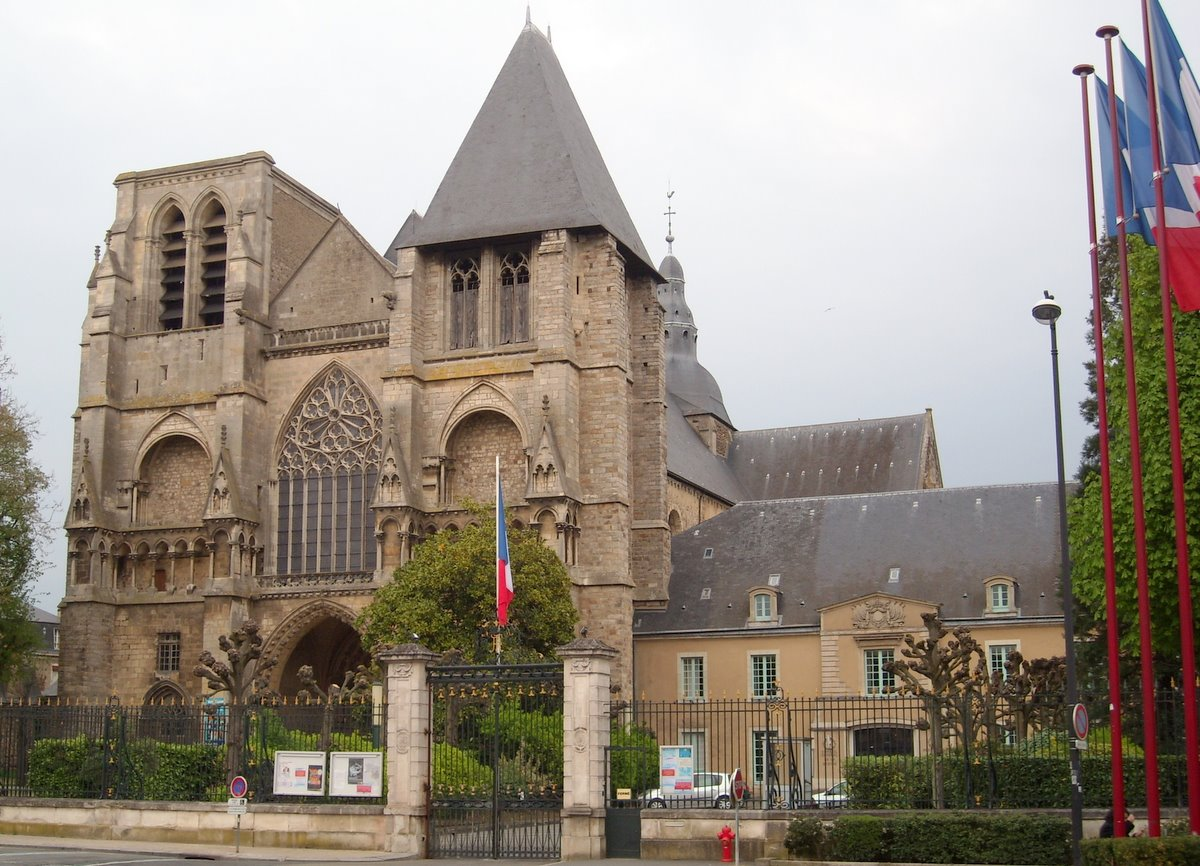
La couture e la sua Abbazia.
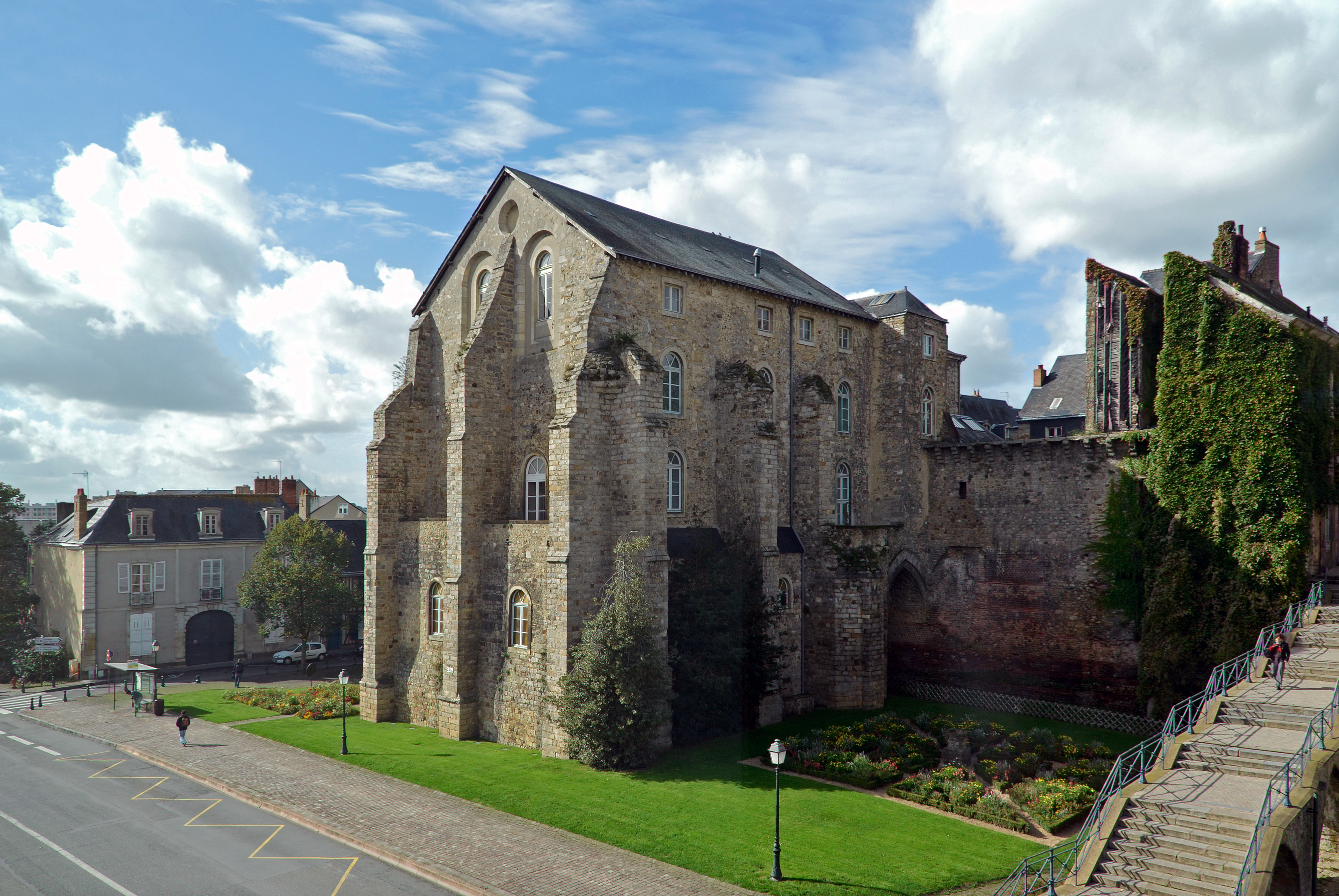
La collegiale di Saint-Pierre-la-Cour.
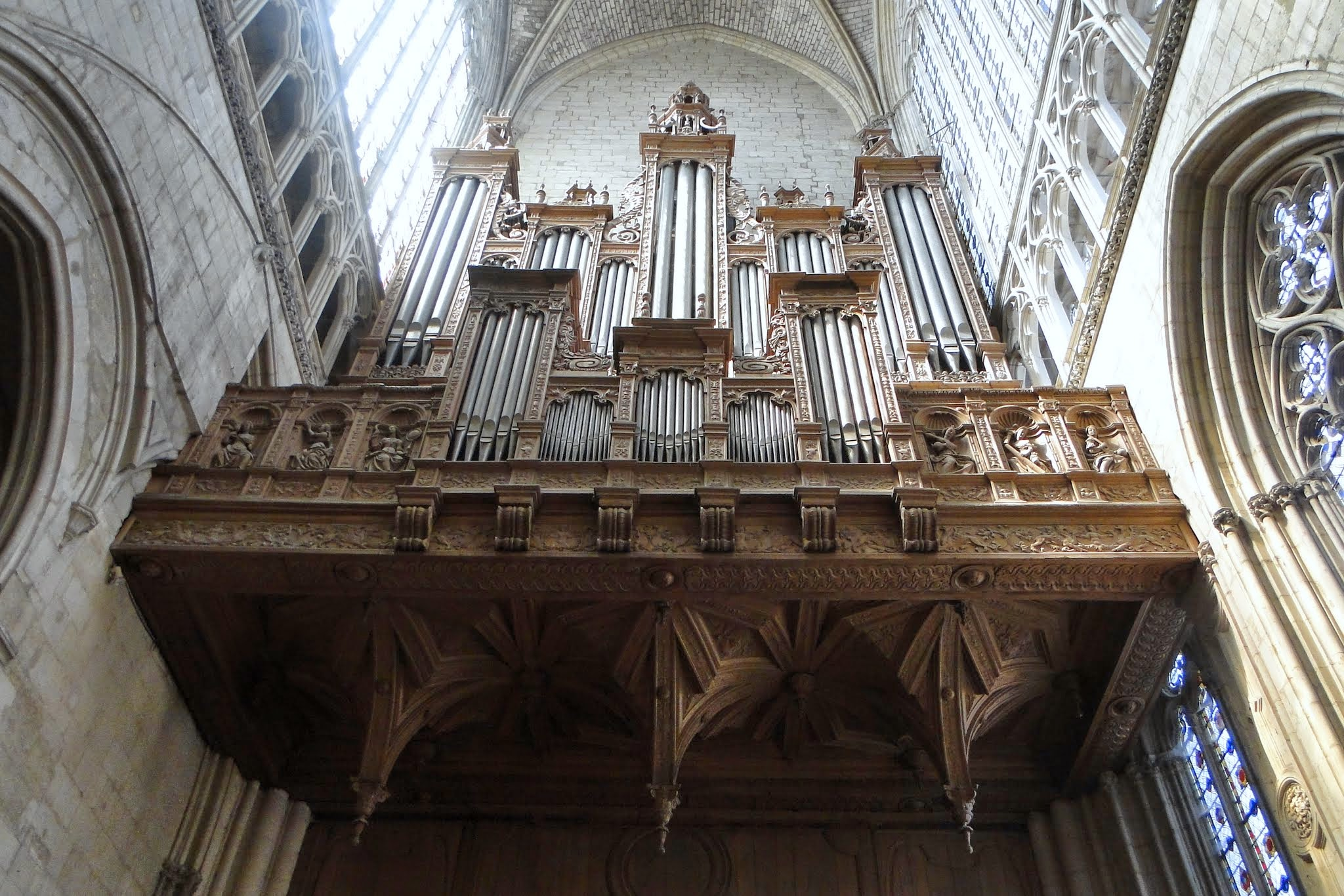
Organo nella cattedrale.

### Monumenti rinascimentali
Il palazzo du Grabatoire 
Si tratta di una dimora per canonici costruita fra il 1538 ed il 1542 da Jean de Courthardy, vescovo di Le Mans, nell'ambito di un accordo fra i membri del Capitolo della città. Architetto fu Simon Hayneufve. Nel 1612 il maresciallo de Lavardin alias Jean de Beaumanoir, vi accolse il giovane Luigi XIII. Il governatore curò la reggente Maria de' Medici, ammalatasi durante il viaggio. L'edificio, rivenduto come bene nazionale durante la Rivoluzione, fu recuperato rapidamente dal vescovo di Le Mans. I restauri del 1906 e 1907 terminarono l'edificio che non lo era mai stato completamente a causa della mancanza di fondi. Senza avere caratteristiche monumentali, questo edificio è tuttavia un modello dell'autentico tipo di quartiere urbano dell'epoca di Francesco I. Inoltre possiede dimensioni poco comuni per un palazzo singolo.
La casa della regina Berengaria 
Ospita l'omonimo museo, che raggruppa opere sulla storia locale. Nonostante la denominazione, la moglie di Riccardo Cuor di Leone, Berengaria di Navarra, non visse mai in questa casa. Essa fu costruita, verso la fine del XV secolo, da Jean Véron, parente del famoso economista Véron de Forbonnais. La casa è costruita interamente in legno, gli elementi
La casa di Adamo ed Eva
Fu costruita dal medico Jean de L'Espine nel 1520. Il suo nome proviene da un piccolo ornamento sito sopra la porta d'ingresso. Il primo piano è carico di massicci pilastri. Modificata secondo i gusti dei proprietari che si sono succeduti, particolarmente per quanto riguarda la facciata, la casa è situata al fondo della via principale della città vecchia.
La casa dei due amici
Situata nella via della regina Berengaria, non lontano dalla cattedrale. Fu edificata all'inizio del XV secolo da un ricco mercante mansese di nome Jean Bernay. Presenta una doppia facciata ed è realizzata interamente in legno con una corte interna che ospita una scala in pietra che porta ai piani superiori. Dietro la corte due altre case adiacenti formano con la principale un sistema coerente. Esse, prospettanti sull'attuale rue des chanoines, erano destinate ad essere affittate. A differenza della casa principale sono realizzate in pietra, fatto abbastanza singolare se si pensa che la costruzione in pietra, a quei tempi, era molto cara a causa del costo del trasporto della pietra stessa.
La casa del pilastro rosso 
Fu eretta nel XV secolo. I pali di sostegno poggiano su un suolo in pietra appositamente creato, il che protegge la struttura dall'umidità. Il nome deriva da un pilastro di tale colore che sorregge la facciata nord.
L'hôtel de Sceaux
Fu eretto a metà del XVI secolo da un canonico di nome Jean Perot. Era situato originariamente dietro alcune case che lo mettevano al riparo dalla vista delle strade di maggior traffico, segno questo di distinzione sociale. La facciata è organizzata secondo linee orizzontali e verticali. L'ordine ionico è presente con prevalenza al piano terreno in una cornice marcapiano.
I piani superiori sono marcati invece dall'ordine corinzio con fini e delicate sculture.

### Galleria d'immagini

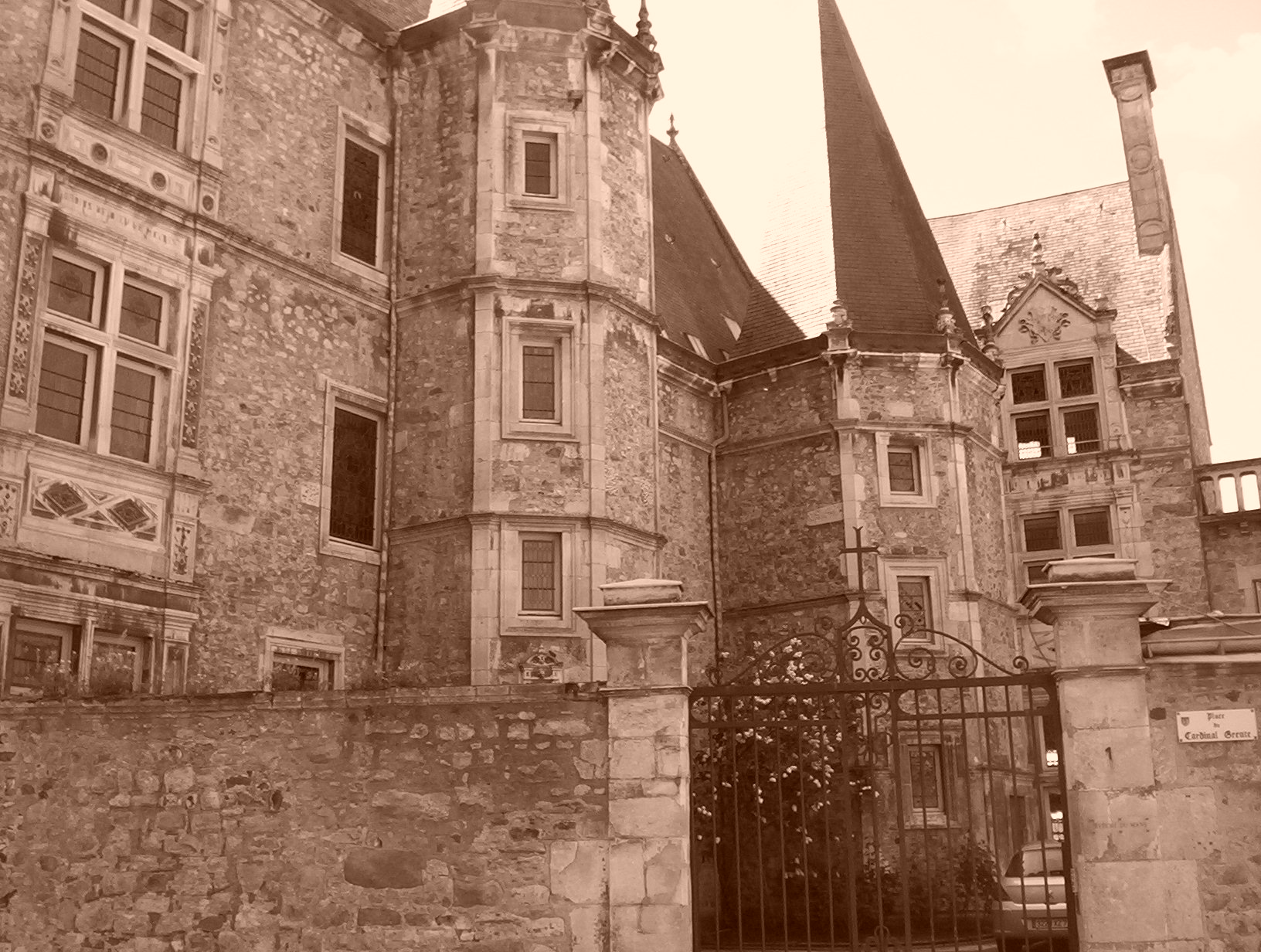
Il palazzo du Grabatoire.
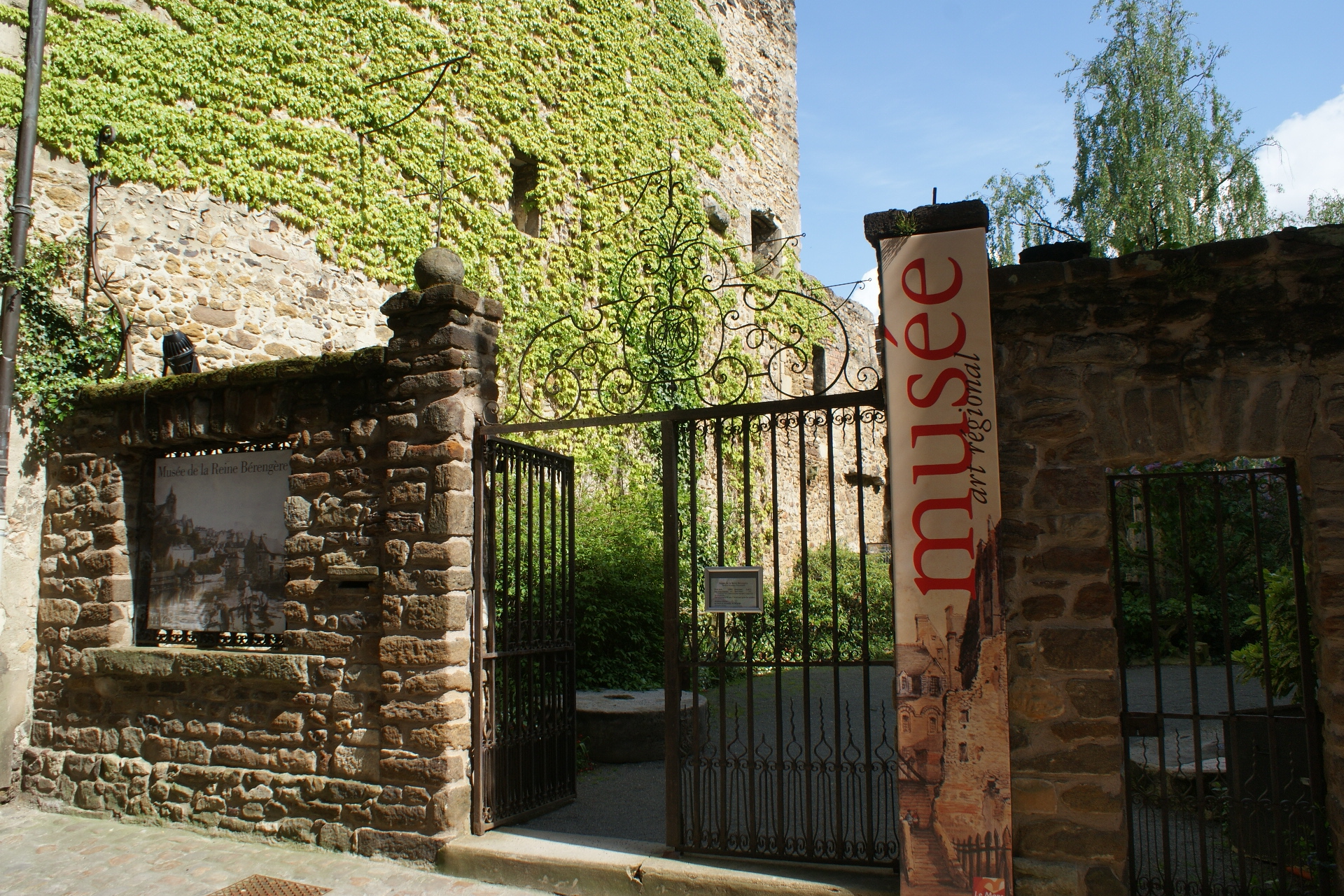
Il Museo della regina Berengaria.
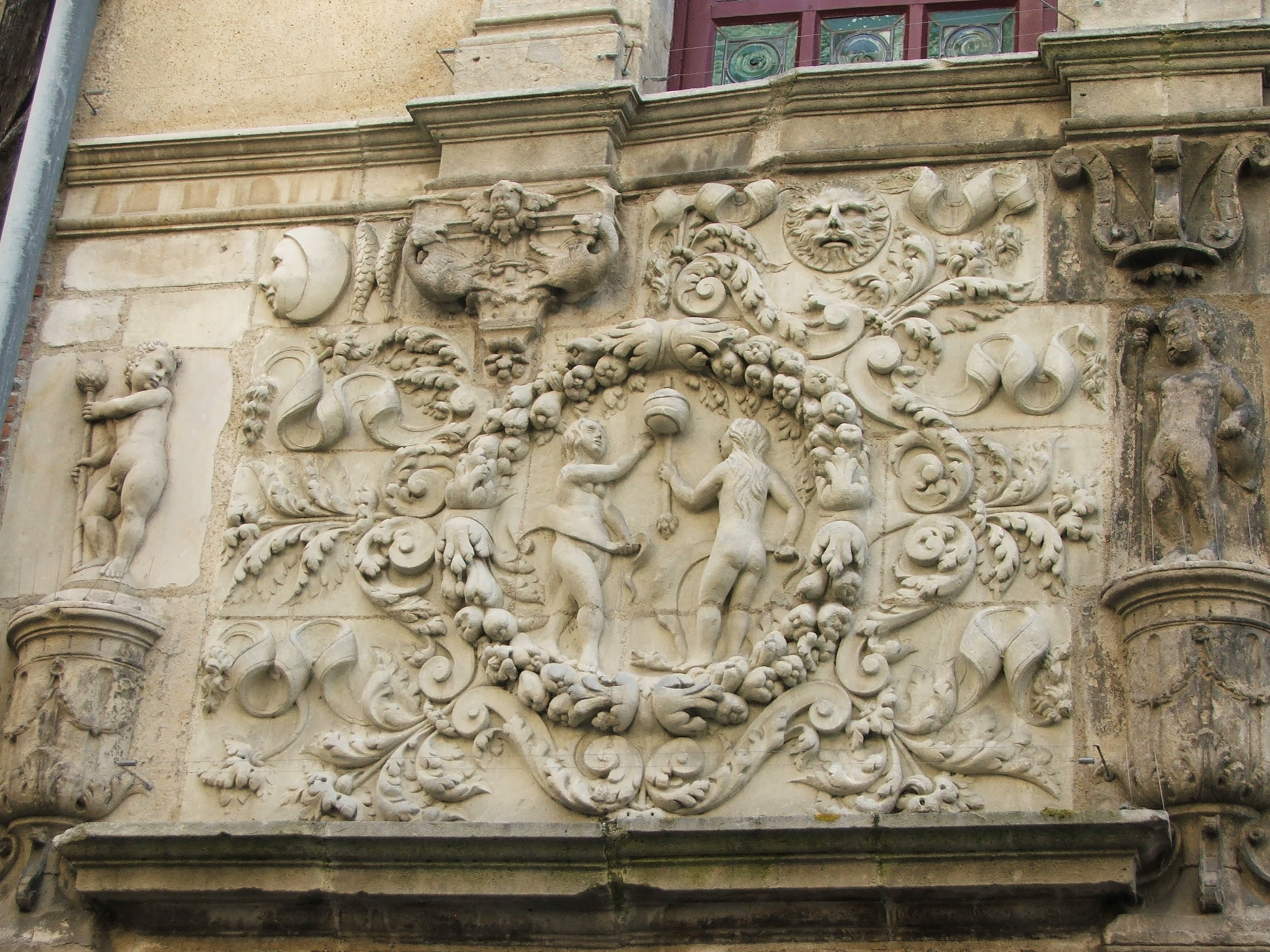
Frontone della Casa di Adamo ed Eva.
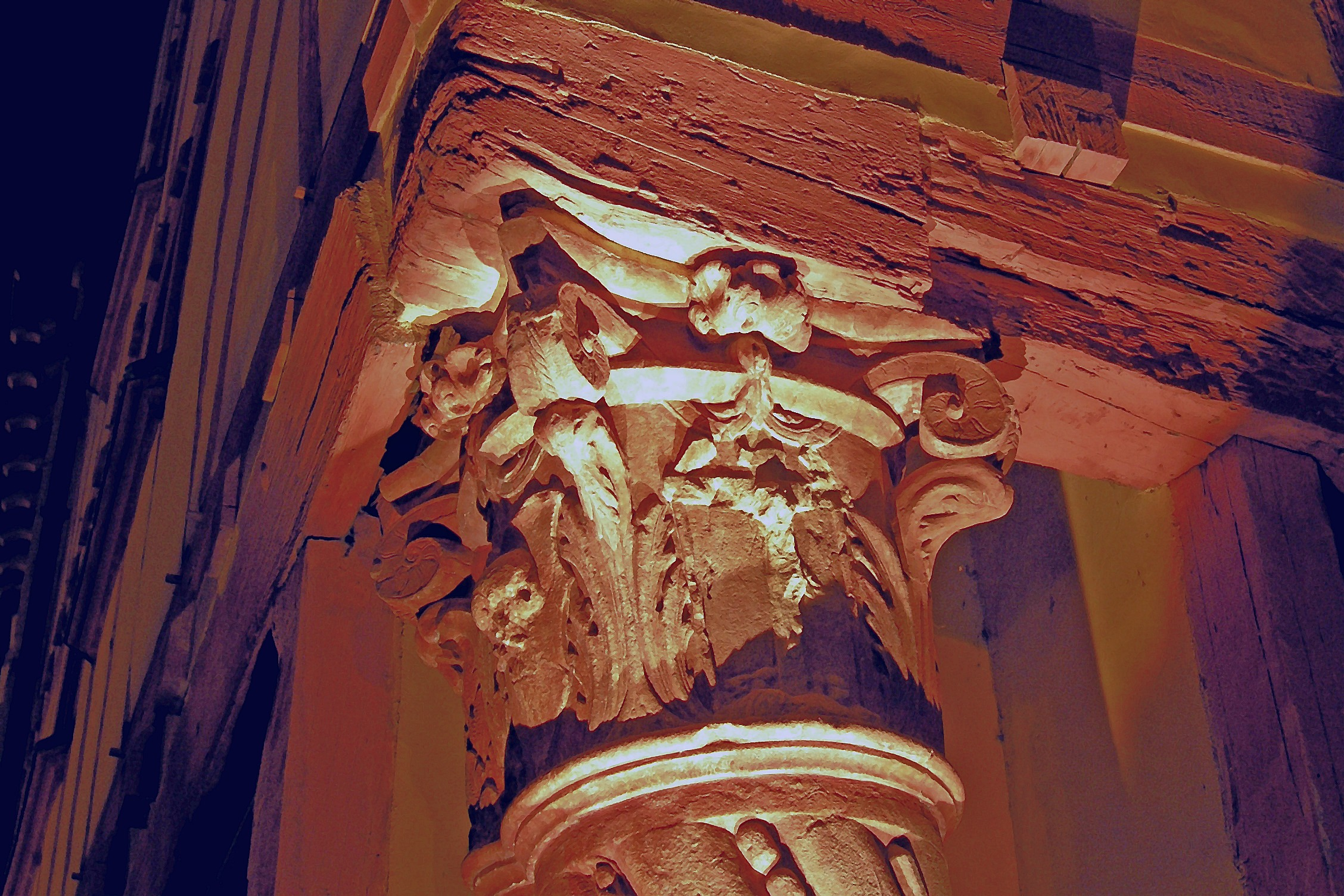
Veduta sulla parte alta del pilastro rosso.

## Clima
| Le Mans             | Mesi | Mesi | Mesi | Mesi | Mesi | Mesi | Mesi | Mesi | Mesi | Mesi | Mesi | Mesi | Stagioni | Stagioni | Stagioni | Stagioni | Anno |
| Le Mans             | Gen  | Feb  | Mar  | Apr  | Mag  | Giu  | Lug  | Ago  | Set  | Ott  | Nov  | Dic  | Inv      | Pri      | Est      | Aut      | Anno |
| ------------------- | ---- | ---- | ---- | ---- | ---- | ---- | ---- | ---- | ---- | ---- | ---- | ---- | -------- | -------- | -------- | -------- | ---- |
| T. max. media (°C)  | 6,8  | 8,1  | 12,4 | 15,3 | 19,0 | 22,5 | 24,4 | 24,1 | 21,1 | 16,0 | 10,6 | 7,2  | 7,4      | 15,6     | 23,7     | 15,9     | 15,6 |
| T. min. media (°C)  | 0,6  | 0,8  | 2,8  | 4,9  | 8,0  | 11,1 | 12,8 | 12,5 | 10,5 | 7,0  | 3,8  | 1,5  | 1,0      | 5,2      | 12,1     | 7,1      | 6,4  |
| Precipitazioni (mm) | 68   | 59   | 55   | 50   | 57   | 50   | 48   | 52   | 56   | 60   | 70   | 68   | 195      | 162      | 150      | 186      | 693  |

## Cultura
La città diede i natali al drammaturgo Jacques Pousset de Montauban. e al pittore Roger de La Fresnaye.

### Musei
- Musée de Tessé, museo di Belle Arti con opere di Pietro Lorenzetti (Santa), Jacopo del Sellaio, Bartolomeo Manfredi, Mattia Preti, Philippe de Champaigne (Natura morta con teschio), Charles Le Brun, François Boucher, John Constable, Jean-Auguste-Dominique Ingres, Théodore Géricault, Théodore Chassériau e Camille Corot.
- Carré Plantagenêt, museo di arte preistorica, antica e medievale
- Museo della 24 Ore di Le Mans
- Musée vert

## Geografia antropica

### Suddivisioni amministrative

#### Cantoni
Il comune di Le Mans è suddiviso tra sette cantoni, numerati da Cantone di Le Mans-1 a Cantone di Le Mans-7. Oltre ad una parte della città, alcuni cantoni comprendono altri comuni:
- Le Mans-1 comprende il comune di Rouillon;
- Le Mans-2 comprende i comuni di Aigné, La Chapelle-Saint-Aubin, La Milesse e Saint-Saturnin;
- Le Mans-4 comprende il comune di Coulaines;
- Le Mans-6 comprende il comune di Arnage;
- Le Mans-7 comprende i comuni di Allonnes, Chaufour-Notre-Dame, Fay, Pruillé-le-Chétif, Saint-Georges-du-Bois e Trangé.

Prima della riforma complessiva del 2014, il comune era suddiviso tra i seguenti cantoni:
- Le Mans-Centre
- Le Mans-Est-Campagne
- Le Mans-Nord-Campagne
- Le Mans-Nord-Ovest
- Le Mans-Nord-Ville
- Le Mans-Ovest
- Le Mans-Sud-Est
- Le Mans-Sud-Ovest
- Le Mans-Ville-Est

## Sport

Lo Stadio Marie Marvingt, inaugurato nel 2011 (25 000 posti).

La città - il cui toponimo ha un'origine normanna - è nota per la 24 ore di Le Mans, competizione di automobilismo che si disputa sul Circuit de la Sarthe, un tracciato non permanente della lunghezza di 13,6 chilometri che utilizza due strade dipartimentali, la D338 e la D139, organizzata dall'Automobile Club de L'Ouest (A.C.O.).
La prima gara si svolse il 26 e 27 maggio 1923 e da allora viene annualmente disputata in giugno.
All'interno del tracciato si trova anche il circuito Bugatti, più breve e permanente, che ospita il Motomondiale.
La squadra di calcio è il Le Mans UC72, quella di pallacanestro il Le Mans Sarthe Basket.

## Amministrazione

### Gemellaggi
- Paderborn, dal 1967
- Suzuka, dal 1990
- Volo (Grecia), dal 1983
- Bolton (Grande Manchester), dal 1974
- Haouza, dal 1982
- Quintanar de la Orden, dal 1980
- Xianyang, dal 2001
- Alessandria d'Egitto